# Laser Pico
Con Laser Pico si intende un tipo di piccola imbarcazione, destinata soprattutto a scopi didattici, per un primo approccio allo sport velico.
Il peso dello scafo a vuoto si aggira intorno ai 60 kg. La lunghezza fuori tutto è di 3,50 metri, mentre la larghezza è di circa 1,37 metri. La superficie velica della randa si aggira intorno ai 5,10 m² la randa standard e 6,44 m² la randa race (che utilizza lo stesso albero), quella del fiocco intorno a 1,09 m². È un'imbarcazione a deriva mobile. 
L'albero è alto 5,5 m ma può essere diviso in 2 parti, quella bassa da 2,25 m e quella alta da 3,58 m.
L'equipaggio può essere composto da una o due persone, a seconda della stazza degli stessi.
I prezzi (indicativamente) sono di 4000/4500€ nuovo e di 2000/2500€ per un usato in buone condizioni.